# Північний Кавказ
Північний Кавказ (ос. Цæгат Кавказ, чеч. Къилбаседан Кавказ, карач.-балк. Шимал Кавказ, абх. Нхыҵ) — історико-культурний регіон. Включає північну частину схилу Великого Кавказького хребта та Передкавказзя, західну частину південного схилу річки Псоу (по якій проходить державний кордон Росії). Це найгустонаселеніший регіон Російської Федерації. Загальна чисельність представників північнокавказьких народів, що мешкає у Росії, встановлена в ході перепису населення 2002 року — близько 6 мільйонів осіб. Площа 258,3 тис. км² (1,5 % площі країни). Населення 14,8 млн чол. (Станом на 1 січня 2010 року), або 10,5 % населення Росії.
Північний Кавказ по частинах входив до складу Російської держави, починаючи з XVI століття і повністю приєднаний у 1864 році, після закінчення Кавказької війни.

## Географія
Географічно Північний Кавказ охоплює територію Передкавказзя і північний схил Великого Кавказу (за винятком його східного відрізка, що належить до Азербайджану). До Північного Кавказу відносять також частину південного схилу Великого Кавказу на заході (від західного краю до річки Псоу, тобто до кордону Абхазії). На заході омивається Чорним та Азовським морями, а на сході Каспійськім. Площа становить приблизно 5 % від площі Російської федерації.

## Склад

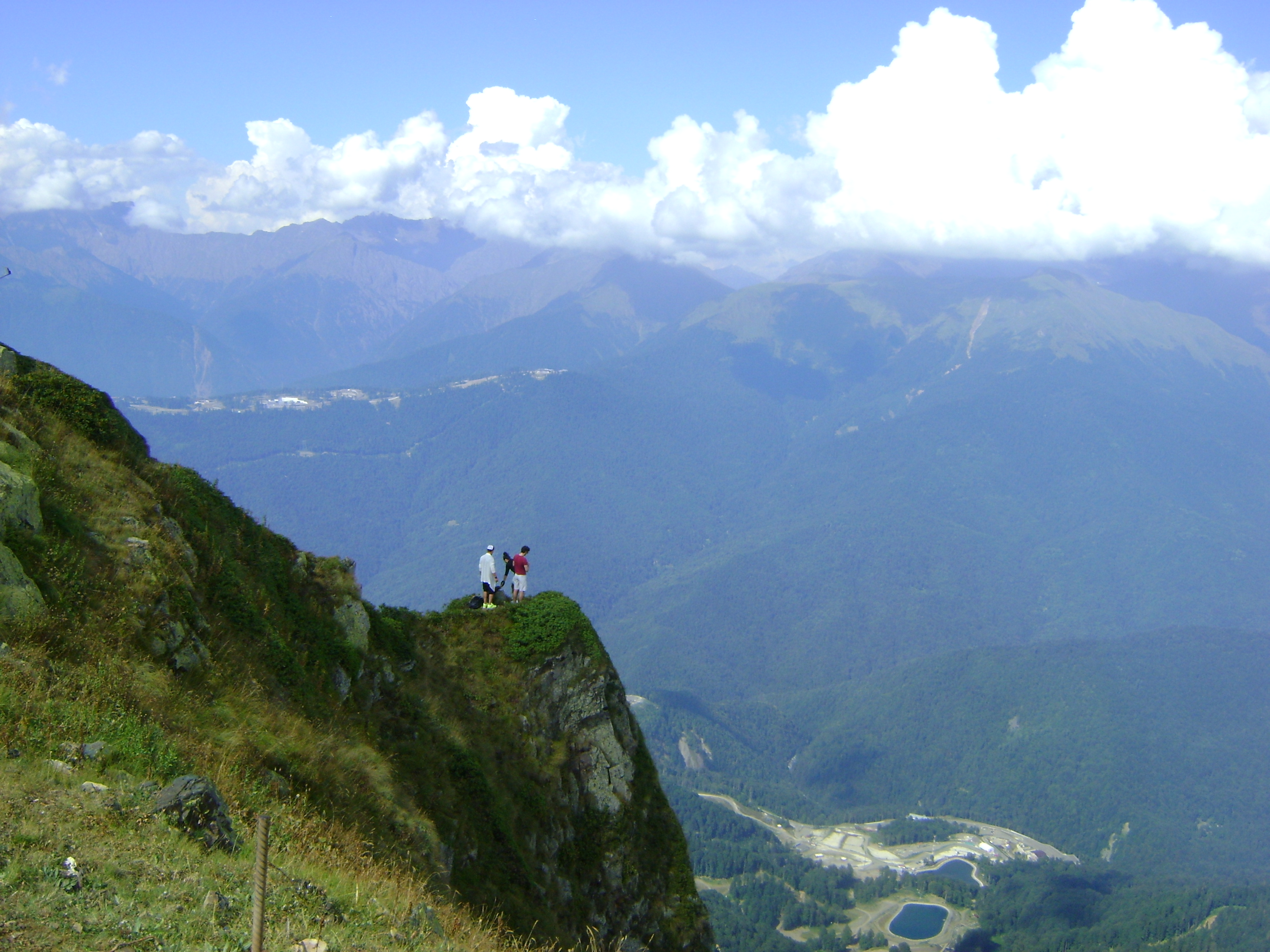
У Красній Поляні. Сочі.

На Північному Кавказі розташовуються:
Республіки
- Адигея
- Дагестан
- Інгушетія
- Калмикія (частково)
- Кабардино-Балкарія
- Карачаєво-Черкесія
- Північна Осетія
- Чечня

Краї
- Краснодарський край
- Ставропольський край

Області
- Ростовська область (частково)

Невизнані та частково визнані держави
- Кавказький емірат
- Чеченська Республіка Ічкерія

На півдні межує з Азербайджаном та Грузією.
До Північного Кавказу належать наступні історико-культурні регіони:
| Козацькі регіони         | Північно-Західний Кавказ                             | Дагестан                                      |
| ------------------------ | ---------------------------------------------------- | --------------------------------------------- |
| - Дон - Кубань - Терщина | - Черкесія - Кабарда - Карачай - Балкарія - Абазинія | - Кумикія - Ногайстан - Лезгистан - Аваристан |

## Гідрологія

### Озера
На Північному Кавказі знаходиться 1382 озера з загальною акваторією 3200 км².